# Случај лејди Сенокс
Случај лејди Сенокс (ен. The Case of Lady Sannox, такође објављена као The Kiss of Blood) је кратка прича сер Артура Конана Дојла објављена у The Idler новембрa 1893.

## Заплет
Прича приказује арогантног хирурга Дагласа Стоуна, који је заљубљен у удату лејди Сенокс, једну од најлепших жена у Лондону. На путу до састанка са њом, турски мушкарац замоли хирурга да оперише његову супругу. Доктор је обавештен да ће жена умрети ако се отров не извуче из ране.
Због жеље да упозна љубавника, потребе за новцем, професионалне ароганције и мишљења Турчина да би свако одлагање убило његову жену, хирург наставља са операцијом јако дрогиране супруге, чије лице заклања вео . Након што је обавио операцију, др Стоун схвата да је његова пацијенткиња лејди Сенокс, а Турчин њен супруг, који верује да ће унакажење бити добро за његову супругу из моралних разлога. Хирург доживљава нервни слом.

## Адаптације
„Случај лејди Сенокс“ је адаптиран за телевизију 1949. године као епизода америчке телевизијске антологијске серије Suspense.
Прича је укључена у епизоду радио серије о Шерлоку Холмсу The Further Adventures of Sherlock Holmes, на радио програму Imagination Theatre. Епизода под називом „The Lady Sannox Investigation“ је први пут емитована 28. септембра 2008. У епизоди, која је смештена након догађаја из оригиналне кратке приче, Холмс истражује узрок менталног слома доктора Стоуна. Лорда Санокса је играо Штефан Вејте.